# Cesarino Pestuggia
Cesarino Pestuggia (Nesso, 11 settembre 1934) è un ex canottiere italiano.
Ha partecipato al due di coppia nelle prove di canottaggio alle Olimpiadi estive del 1960, senza passare le batterie. Fu il primo atleta della Società Canottieri Lario ad essere convocato alle olimpiadi assieme al suo compagno di remata Severino Lucini.